# Елеса Касо
Елеса Касо (на македонска литературна норма: Elyesa Kaso; на македонска литературна норма: Елјеса Касо) е актьор от Северна Македония от турски произход.

## Биография
Роден е 3 октомври 1961 година в Гостивар, тогава във Федерална Югославия. В 1985 година завършва актьорска игра във Факултета за драматични изкуства на Скопския университет. Същата година влиза в Турската драма на Театъра на народностите. В 1987 - 1988 година със стипендия от турското правителство специализира сценично говорене в Държавната консерватория в Анкара. От 1994 година преподава във Факултета за драматични изкуства в Скопие сценично говорене и техника на гласа.
Играе Юнус Емре и Гилгамеш в едноименните пиеси, Рогожин в „Идиот“, Абрахам Бродски в „Р“, Ибрахим в „Лудият Ибрахим“, Зганарел в „Дон Жуан“, Фердинанд в „Буря“, Едип в „Едип цар“.